# Řád Tudora Vladimireska
Řád Tudora Vladimireska (rumunsky: Ordinul Tudor Vladimirescu) bylo státní vyznamenání Rumunské socialistické republiky založené roku 1966.

## Historie a pravidla udílení
Řád byl založen nařízením vlády č. 272-C.S. ze dne 13. dubna 1966. Pojmenován byl po vůdci Valašského povstání z roku 1821 Tudoru Vladimireskovi. Udílen byl občanům Rumunska za zásluhy v politické, hospodářské, vědecké a kulturní oblasti a ve sféře obrany. Podnikům, organizacím, vojenským jednotkám a dalším institucím byl udílen za zvláštní služby vlasti. Cizím státním příslušníkům byl udílen za rozvoj přátelství a spolupráce Rumunska s dalšími zeměmi.

## Insignie
Podoba řádové odznaku se v jednotlivých třídách mírně liší, základní tvar je však stejný. Odznak má tvar deseticípé hvězdy s cípy složenými z paprsků. Uprostřed je kulatý medailon s portrétem Tudora Vladimireska. Při vnějším okraji medailonu je nápis 1821 • TUDOR VLADIMIRESKU. Velikost hvězdy je v průměru je 68 mm, ženám byla udílena hvězda menší. V případě I. třídy je hvězda zlatá. V takovém případě je položena na zlatý vavřínový věnec. V případě I. a II. třídy je odznak vyroben z pozlaceného bronzu, v případě III. třídy je vyroben z postříbřeného bronzu.
Stuha je červená se žlutými pruhy. V případě I. třídy je uprostřed žlutý pruh široký 7 mm, u II. třídy dva pruhy široké 3 mm, u III. třídy tři pruhy o šířce 2 mm, u IV. třídy čtyři pruhy o šířce 1,5 mm a v případě V. třídy pět žlutých proužků o šířce 1,5 mm.
Autorem návrhu insignií je rumunský sochař Nestor Culluri.

## Třídy
Řád byl udílen v pěti řádných třídách:

I. třída
II. třída
III. třída
IV. třída
V. třída

- I. třída
- II. třída
- III. třída
- IV. třída
- V. třída